# Adetus alboapicalis
Adetus alboapicalis är en skalbaggsart som beskrevs av Stephan von Breuning 1943. Adetus alboapicalis ingår i släktet Adetus och familjen långhorningar.
Artens utbredningsområde är:
- Panama.
- Venezuela.

Inga underarter finns listade i Catalogue of Life.